# Бой при Пильзно (1770)
Бой при Пильзно или битва под Дембожыном (пол. Bitwa pod Dęborzynem) — сражение, произошедшее 4 (15) мая 1770 года в период войны с Барской конфедерацией в районе села Дембожын близ Пильзно.
В середине мая 1770 года один из предводителей Барской конфедерации Казимир Пулавский, не согласуя свои предстоящие действия с остальными руководителями повстанцев, решил предпринять рейд на Тарнув и, по возможности, на Краков, и выступил из укрепленного лагеря у Барвинека во главе кавалерийского отряда. По пути к нему присоединился отряд варшавского маршалка Войцеха Трессенберга, что вместе составило 1200 человек.
Командир российского поста в Жешуве подполковник Б. Е. Елчанинов узнал, что Пулавский со своими силами намеревался быть 4 мая (по новому стилю 15 мая) в Пильзно, поэтому поспешил со своим отрядом к этому местечку. Конфедераты, которые не полагали встретить в Пильзно Елчанинова, увидев его отряд, остановились на выгодной позиции между двумя холмами севернее села Дембожын. К фронту их тянулось дефиле, в котором конфедераты поставили батарею. За этим дефиле, перед фронтом конфедератов находилась деревня, которую они также заняли.
Подполковник Елчанинов после непродолжительного боя овладел проходом через дефиле и, выставив орудия на высотах, атаковал двумя взводами пехоты деревню, выбив оттуда гусарские эскадроны противника.
Отступив от деревни, конфедераты перешли небольшую речку и выстроились за нею снова, усиленные подкреплениями. Следуя за отступавшими, Елчанинов атаковал их на новой позиции, опрокинул их, взял в плен несколько человек  и одну пушку. Несмотря на это, конфедераты, отступая, прошли через другое дефиле, и снова, в третий раз, остановились за ним для отпора, примыкая тылом к лесу.
Елчанинов снова атаковал, но конфедераты, на этот раз не приняли боя и отступили в лес. В результате последовавшего обхода с флангов карабинерами и удара с фронта пехотой конфедераты были выбиты из леса, потеряв еще одну пушку, и поспешно отступили, а затем окончательно рассеялись в разные стороны. Елчанинов не стал преследовать противника из-за усталости солдат.
Конфедераты потеряли убитыми 200 человек, пленными — 30, в том числе маршалка Трессенберга и адъютанта Пулавскаго, Залуского. Русские отчитались об одном своём убитом и тринадцати раненых.
Победа Елчанинова обеспечила на некоторое время Тарнувско-Жешувскую линию постов российских войск от рейдов, предпринимаемых конфедератами с северных отрогов Карпат.